# 腺毛耧斗菜
腺毛耧斗菜（学名：Aquilegia moorcroftiana）为毛茛科耧斗菜属下的一个种。

## 扩展阅读
- 維基物種上的相關：腺毛耧斗菜